# Палолахти, Ари
Ари Палолахти (фин. Ari Palolahti; род. 9 сентября 1968 года, Рованиеми) — финский лыжник, участник Олимпийских игр в Солт-Лейк-Сити и двух чемпионатов мира, победитель этапов Кубка мира. Специалист спринтерских гонок.
В Кубке мира Палолахти дебютировал 27 января 1995 года, в декабре 1997 года одержал первую победу на этапе Кубка мира, в спринте. Всего имеет на своём счету 2 победы на этапах Кубка мира, 1 в спринте и 1 в эстафете. Лучшим достижением Палолахти в общем итоговом зачёте Кубка мира является 27-е место в сезоне 1998/99.
На Олимпийских играх 2002 года в Солт-Лейк-Сити был 20-м в спринте свободным ходом и 53-м в гонке на 15 км классическим стилем.
За свою карьеру участвовал в двух чемпионатах мира, лучший результат 4-е место в спринте на чемпионате мира 2001 года.
Завершил спортивную карьеру в 2007 году.